# Октябр (Логойський район)
Октя́бр — (біл. вёска Акцябр), село (веска) в складі Логойського району розташоване в Мінській області Білорусі, є адміністративним центром Октябрської сільської ради.
Село Октябр розташоване в центральних районах Білорусі, у північній частині Мінської області - орієнтовне розташування [Архівовано 11 червня 2020 у Wayback Machine.].